# Onkologia
Onkologia (z gr. όγκος = gruda, masa, nadęcie + λόγος = nauka) – dziedzina medycyny zajmująca się schorzeniami nowotworowymi, ich rozpoznawaniem oraz leczeniem.
Problematyka tej interdyscyplinarnej dziedziny medycyny dotyczy promocji zdrowia, poprawy jakości życia pacjentów onkologicznych oraz wsparcia duchowego i emocjonalnego w chorobie nowotworowej. 
Według profesora Tadeusza Koszarowskiego, uznawanego za ojca współczesnej onkologii w Polsce: onkologia jest nauką o etiologii, patologii, epidemiologii, zapobieganiu, rozpoznawaniu, wielospecjalistycznym leczeniu chorych na nowotwory i ich dalszej kontroli, opiece nad nieuleczalnie chorymi oraz o organizowaniu walki z tymi chorobami.